# Лабаз

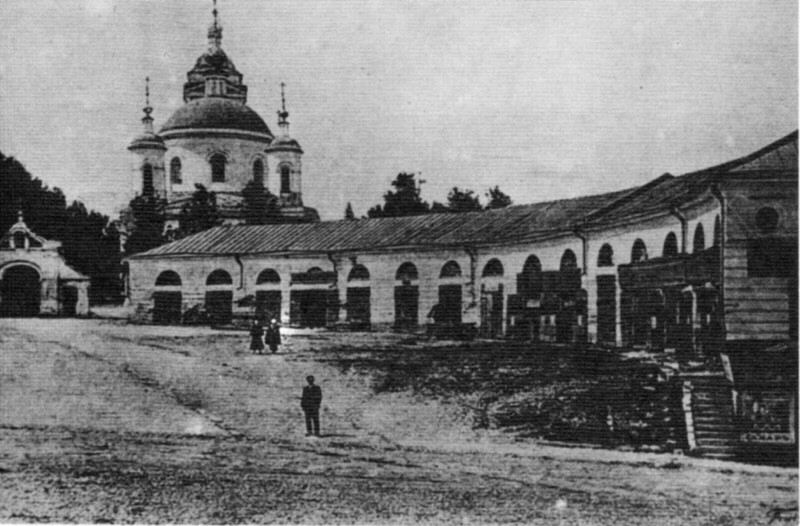
Подольские торговые лабазы, 1819—1832 гг.

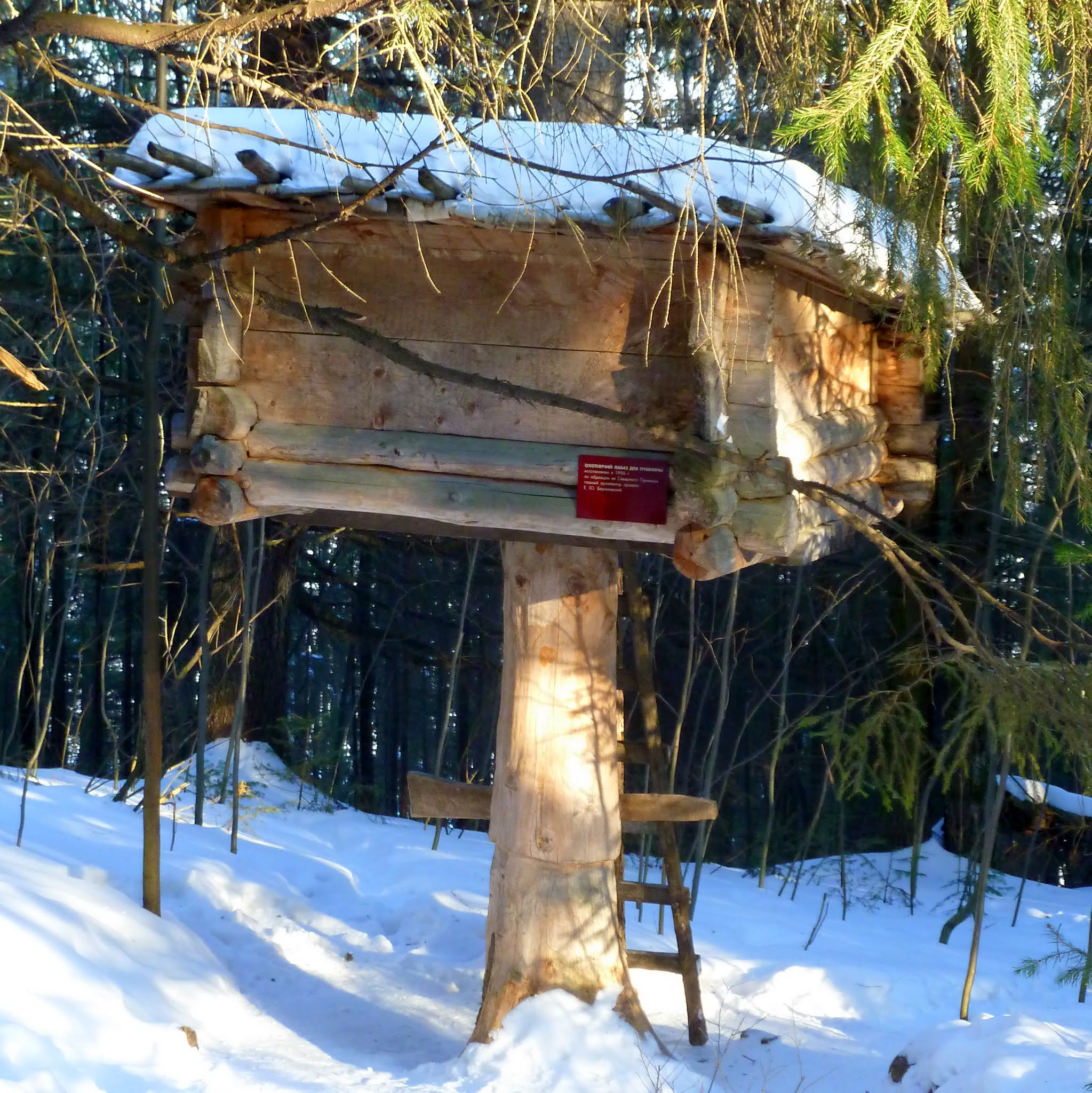
Охотничий лабаз для пушнины в Архитектурно-этнографическом музее «Хохловка» (Пермский край, Россия)

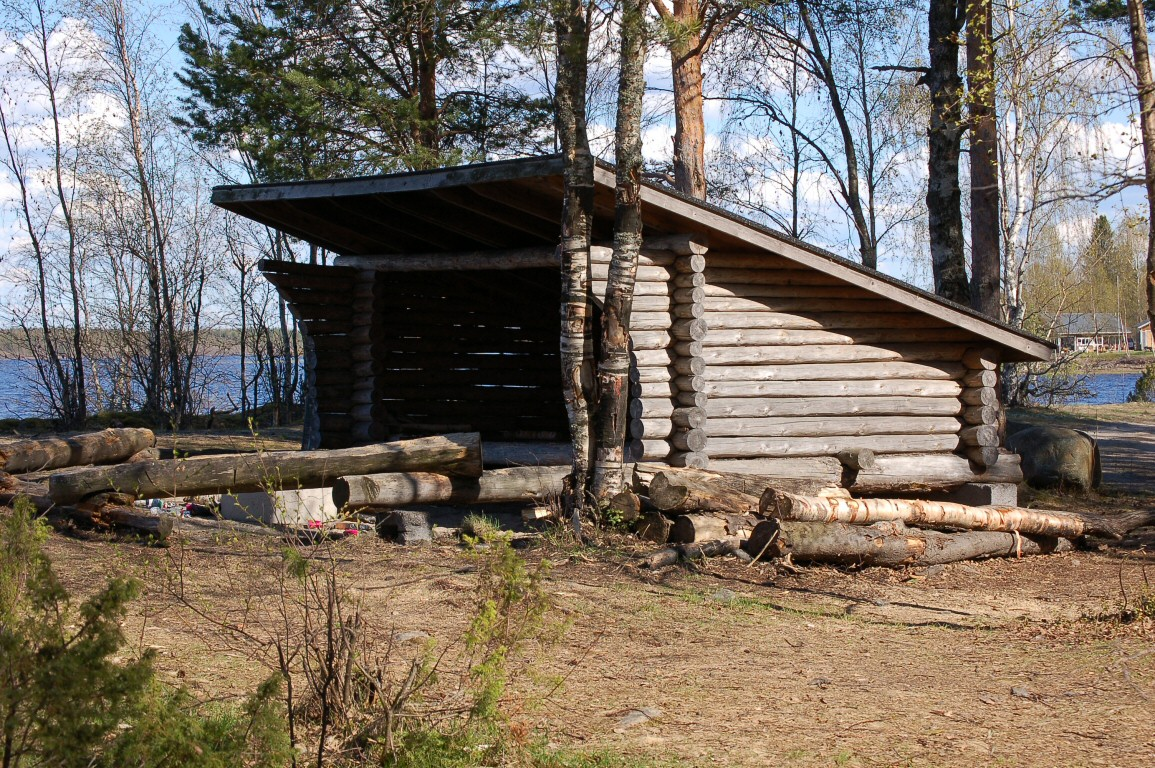
Типичное финское лааву

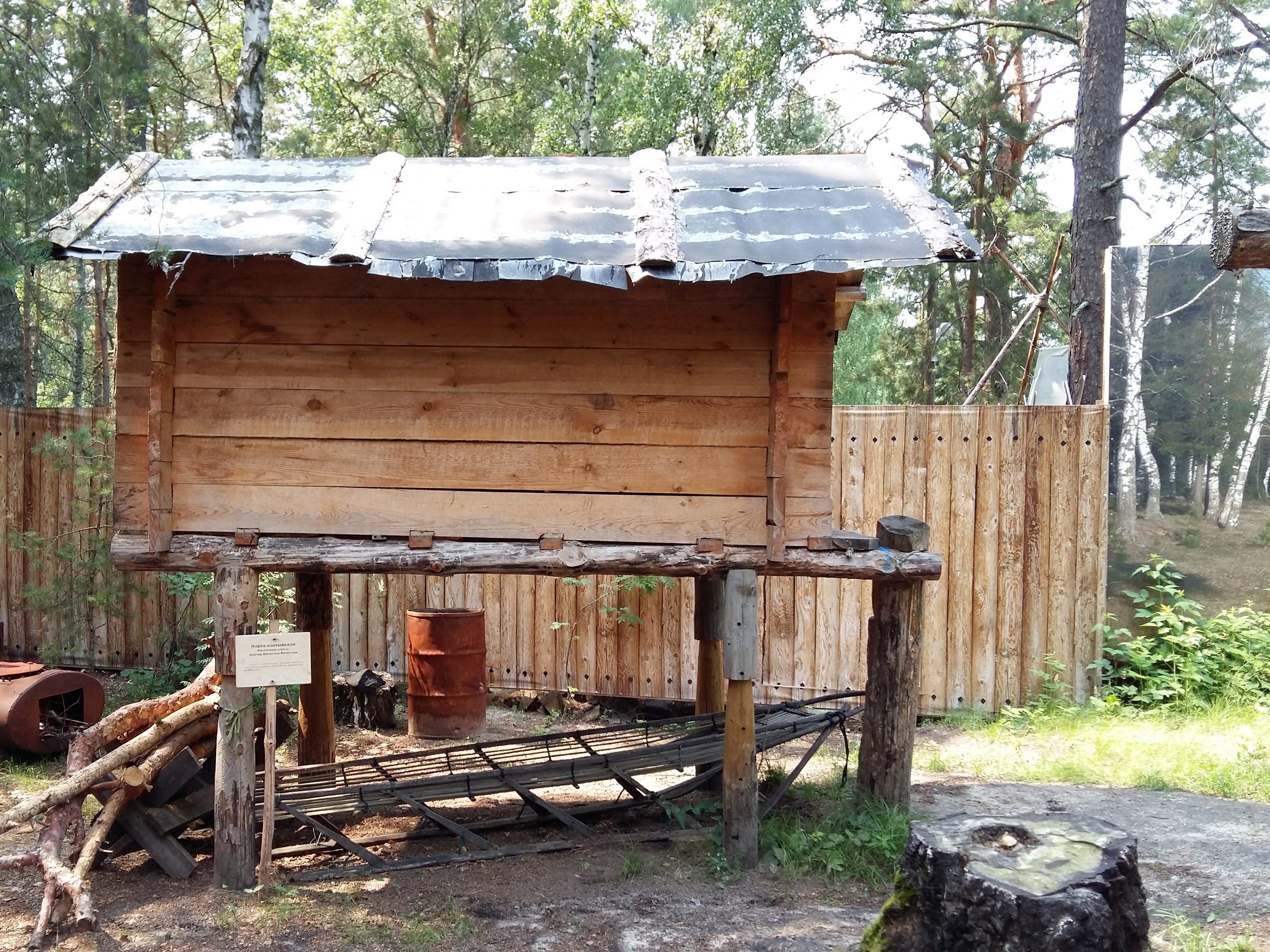
Мансийский лабаз в интерактивной зоне Археологического музея-заповедника на озере Андреевское

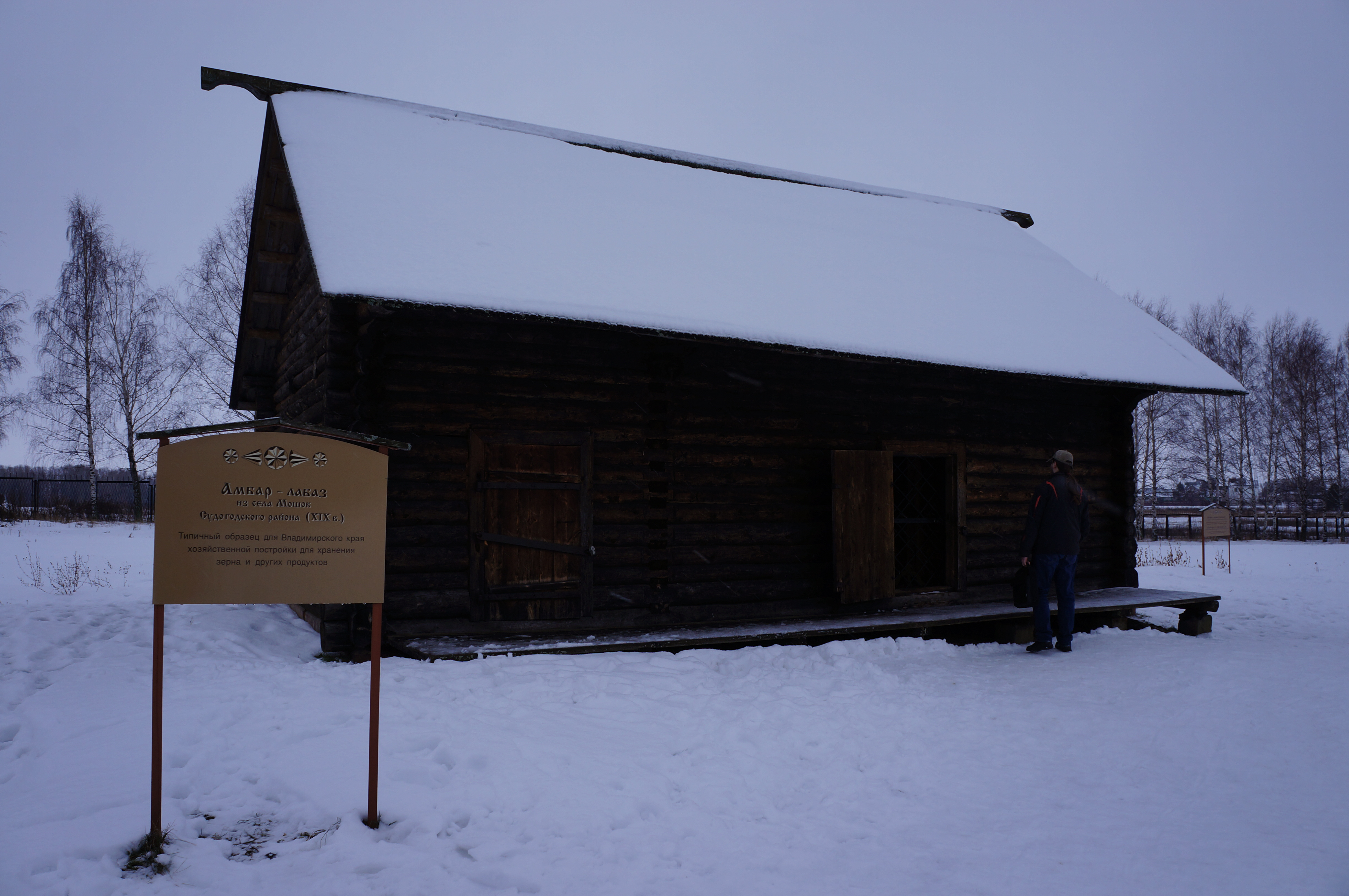
Амбар-Лабаз в Суздале из села Мошок XIX в.

Лаба́з, лава́с (вероятнее всего от коми лобос «хижина, сарай») — разновидности хозяйственных или жилых строений; продуктовый склад, лавка, крытый навес; охотничий помост на деревьях. Также лабазом называют сарай без потолка с крышей для посола рыбы, строение на ватаге, особенно солельни и пластальни; настил над дубником, в кожевнях, куда поднимаются кожи для стока квасов; свайный амбар в Сибири, «дакка». В туристических походах иногда делают лабаз в виде ямы в земле или снеге, укрытой ветками или другими вещами.

## Лааву
Лааву (фин. Laavu) — навес, устраиваемый в малонаселённой местности с целью временного бесплатного отдыха путешественников, перемещающихся пешком, на лыжах либо (реже) на велосипеде, либо рабочего персонала, выполняющего свои функции в этом лесу — охотников, лесников или пограничников.
Лааву широко распространены в Финляндии и используются в этой стране как правило с целью бесплатного временного отдыха путешественника, отдыхающего на природе. Лааву строятся и ремонтируются лесниками или местными жителями, например школьниками и студентами в рамках практики, а строительство финансируется из государственных или частных фондов защиты дикой природы или поддержки экологического активного отдыха. Гораздо реже лааву используется для временного отдыха патрульных групп финских пограничников, но и в этом случае частному лицу разрешается останавливаться в них до тех пор, пока не появится пограничный наряд, которому следует немедленно уступить место.
Места расположения лааву (часто с указанием точных GPS-координат) обозначаются на сайтах и картах финских национальных парков. Зачастую, но не всегда, рядом с лааву располагаются туалеты, оборудованные места для разведения огня (англ. fire ring), дровники с топором и/или пилой или без них, контейнеры для мусора, родник с питьевой водой.
Архитектурная форма финских лааву в большинстве случаев напоминает большой скворечник без передней стены. Внутри деревянные нары для сна в принесённом спальном мешке, расположенные в 1-1,5 метрах от земли.
Похожие сооружения встречаются в Швеции, Норвегии, Канаде, Аляске и, в последние годы[уточнить], в Эстонии.
Сооружение типа лааву, расположенное в горах, называется горным приютом.